# Савио, Доминик
Доминик Савио (итал. Domenico Savio; 3 апреля 1842 или 2 апреля 1842, San Giovanni, Сардинское королевство — 9 марта 1857, Mondonio, Сардинское королевство) — святой римско-католической церкви.

## Биография

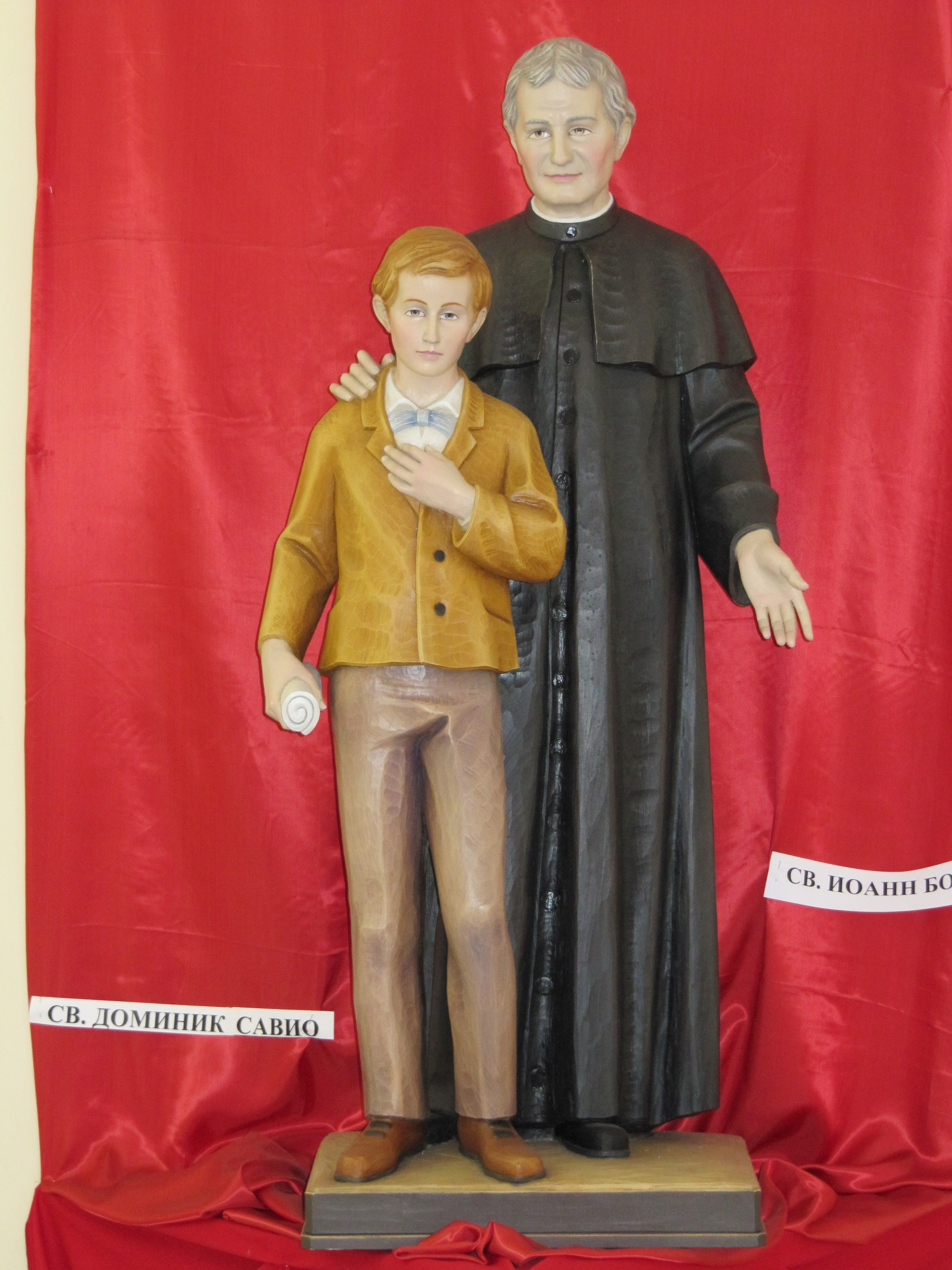
Статуи Доминика Савио и Иоанна Боско, Церковь Тайной Вечери, Ростов-на-Дону, Россия

Доминик Савио родился 2 апреля 1842 года в многодетной крестьянской семье. В феврале 1853 года родители Доминика Савио переехали в город Мондонио. 2 октября 1854 года, в возрасте 12 лет, Доминик Савио познакомился со священником Иоанном Боско, который основал монашескую конгрегацию, которая занималась воспитанием подростков. Иоанн Боско стал исповедником Доминика Савио, который отличался среди подростков, посещавших салезианский ораторий, особой набожностью. В 1856 году Доминик Савио основал с несколькими подростками товарищество, посвящённое Непорочному зачатию Девы Марии, члены которого брали на себя обязанность особенным образом углублять свою духовную жизнь и помогать нуждающимся.
В начале 1857 года Доминик Савио заболел воспалением лёгких и умер от болезни 9 марта 1857 года.

## Прославление
Беатифицирован папой Пием XII в 1950 году и им же канонизирован 12 июня 1954 года. В настоящее время его мощи хранятся в туринской базилике Пресвятой Девы Марии — помощницы христиан.
Доминик Савио почитается в католической церкви как покровитель министрантов, заступник беременных.
День памяти — 6 мая.